# Saltopus elginensis
Saltopus elginensis és una espècie extinta de rèptil dinosauriforme, possiblement de la família dels silesàurids, que visqué al supercontinent de Lauràsia durant el Triàsic superior, fa uns 228 milions d'anys. Se n'han trobat restes fòssils a Escòcia (Regne Unit). Es tracta de l'única espècie del gènere Saltopus.
Era un arcosaure bípede molt petit, d'entre 80 i 100 centímetres de longitud. Fou descobert per Friedrich von Huene el 1910.
Era carnívor. Tenia ossos buits com els ocells, podria haver pesat un quilogram i (basant-se en espècies similars) probablement tenia cinc dits a cada pota i el cap llarg, amb desenes de dents afilades. Res d'això no és conegut amb certesa, car Saltopus només és conegut de material molt pobre (principalment fragments de les potes posteriors).